# Венді Мелік
Венді Мелік (англ. Wendie Malick, 13 грудня 1950) — американська акторка і колишня модель. Номінантка премій «Еммі» і «Золотий глобус». 

Відома ролями на телебаченні в комедійних серіалах «Як у кіно» (1990—1996), «Журнал мод» (1997—2003) і «Красуні в Клівленді» (2010—2015).

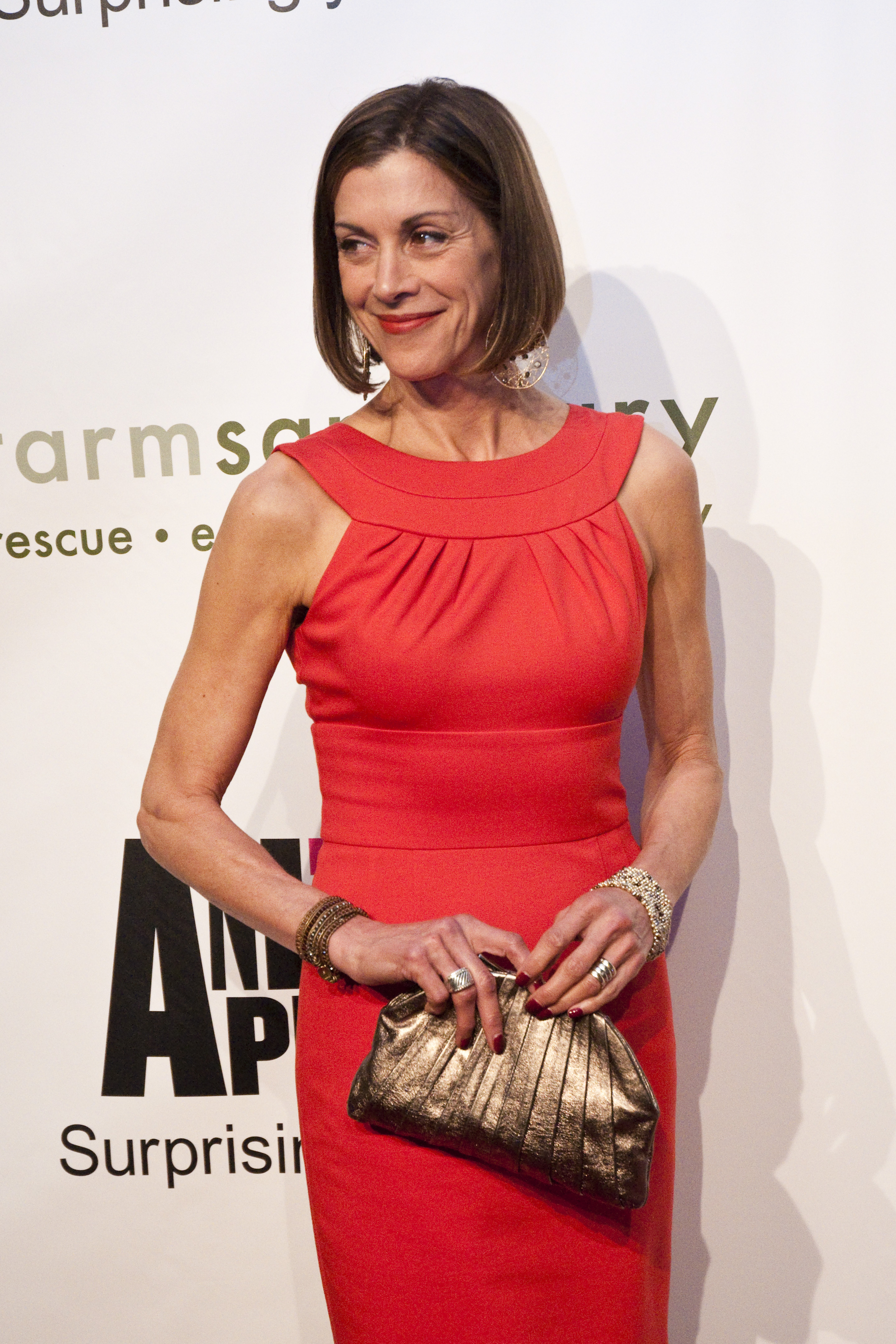

2019 року знялася у фільмі «Коханці».